# Anna Louise Strong
Anna Louise Strong (Friend (Nebraska), 24 de novembre del 1885 - Pequín, 29 de març del 1970) fou una escriptora, periodista i activista del segle XX coneguda sobretot per la divulgació i suport que en va fer dels moviments comunistes de la Unió Soviètica i de la República Popular de la Xina.

## Biografia

### Primers anys
Strong va néixer el 24 de novembre del 1885 a Friend, Nebraska. El seu pare, en Sydney Dix Strong, va ser un ministre protestant a l'església congregacional, dins del grup intel·lectual protestant del Social Gospel. Va participar activament en la tasca missionera. Fou una noia especialment brillant; va estudiar la primària i la secundària, posteriorment estudià llengües a Europa.
Primer va estudiar al Pennsylvania's Bryn Mawr College del 1903 fins al 1904, aleshores es va graduar a l'Oberlin College d'Ohio on temps més tard va exposar moltes vegades. El 1908, a l'edat de 23 anys, va acabar la seva educació i va rebre el doctorat per la Universitat de Chicago amb una tesi que va ser publicada posteriorment com The Social Psychology of Prayer. Com a defensora pel benestar dels nens per l'Oficina d'Educació dels EAU va organitzar una exposició que la va fer exhibir arreu dels EUA i fins i tot a l'estranger. Quan la portà a Seattle el maig del 1914, va atreure més de 6.000 persones, acabant la seva estança amb una audiència de 40.000 persones el 31 de maig. En aquell moment, Strong encara estava convençuda que els problemes en l'estructura dels acords era la responsable de la pobresa i problemes semblants. Amb aquestes idees progressistes va ser que amb 30 anys es traslladés a viure amb el seu pare, que en aquell moment residia a Seattle com a pastor de la Queen Anne Congregational Church. Allà afavorí el debat polític en favor del proletariat i la causa progressista.
Strong va ser una entusiasta del muntanyisme. Va organitzar colònies d'estiu cooperatives a les cascades. També va dirigir grups excursionistes que pujaven el mont Rainier.

### Carrera política
Quan Strong es va presentar pel Consell Escolar de Seattle el 1916 va guanyar, gràcies al suport d'organitzacions de dones, un treball organitzat i a la seva reputació com experta en temes de benestar infantil, convertint-se en l'única dona en el consell. Ella deia que les escoles de l'estat havien d'oferir programes de serveis socials per aquells nens de classes no-privilegiades, fent la funció les escoles de centres de la comunitat. Tot i el que ella preconitzava poc podia fer: els altres membres discutien de temes banals. Començà a desviar les seves inquietuds. Just l'any de la seva elecció es va produir la massacre d'Everett. Strong va ser contractada com corresponsal independent pel New York Evening Post per informar sobre el sagnant conflicte entre els IWW (Industrial Workers of the World) i els vigilants a sou contractats pels propietaris dels molins d'Everett per foragitar els IWW de la ciutat. De primeres una observadora imparcial, es va decantar ràpidament a favor dels treballadors i es va convertir en una apassionada portaveu dels drets dels treballadors.

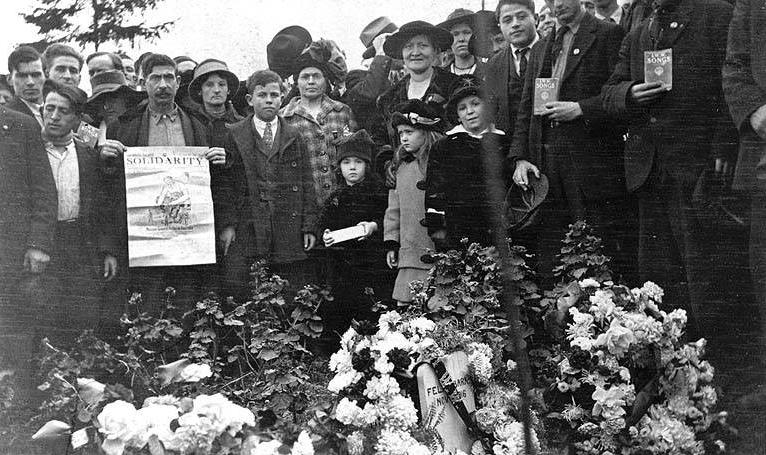
Everett Funeral

El suport de Strong a les causes d'esquerres va provocar el seu distanciament respecte als seus col·legues del consell. Es va oposar a la guerra com a pacifista; quan els Estats Units entraren en guerra el 1917, es va pronunciar en contra del servei militar obligatori. Per una banda, els clubs de dones es van unir a ella per oposar-se a l'entrenament militar a les escoles, mentre que els altres la titllaven de poc patriota (molts d'ells veterans de la guerra Hispano-Americana).
La postura pacífica dels Wobblies va portar a arrestos massius a l'oficina de Seattle, on Louise Olivereau enviava circulars als reclutes demanant-los que es declaressin objectors de consciència. El 1918 Olivereau va ser ajudada per Strong, però va ser condemnada pel jutjat i enviada a la presó. Els seus companys al consell van emprendre una campanya per treure-la del consell, cosa que van aconseguir per un estret marge. Llavors ella els va respondre que estava d'acord, però qui l'havia de succeir havia de ser una dona. Els seus col·legues acceptaren, però deixarien ben clar que hauria de ser una dona patriòtica del corrent dominant i amb fills en alguna escola. Escolliren a n'Evangeline C. Harper.

### Carrera periodística
Strong es va convertir en reportera lliure associada amb el diari dels treballadors de la ciutat, el The Union Record, escrivint contundents articles a favor del proletariat i promovent el nou govern Soviètic. El febrer de 1919, dos dies abans de la vaga general de Seattle del 1919, va proclamar en el seu famós editorial:"We are undertaking the most tremendous move ever made by labor in this country, a move which will lead — NO ONE KNOWS WHERE!"(no estem prenent seriosament el més gran moviment fet en la història d'aquest país per la classe treballadora, un moviment que ens portarà no sap qui on). La vaga va paralitzar durant quatre dies i va acabar tal com va començar, pacíficament i amb els seus objectius sense concretar.
Strong, va fer cas dels consells del seu amic, Lincoln Steffens i el 1921 viatjà fins a Rússia i Polònia com corresponsal per la American Friends Service Committee. El propòsit era proporcionar el primer informe estranger sobre la fam del Volga. Un any després va ser nomenada la corresponsal a Moscou pel International News Service. Strong va realitzar moltes observacions a Europa, que posteriorment la van inspirar a escriure. Alguns dels seus treballs inclouen: The first time in history (prefaci de Lev Trotski) (1924), i Children of revolution (1925). Al cap de passar bastants anys en la regió, va esdevenir una animadora entusiasta del socialisme en la recent formada Unió Soviètica. El 1925, durant l'era de la Nova Política Econòmica a l'URSS, va tornar als EUA, per despertar l'interès en els empresaris per invertir a la Unió Soviètica. Durant aquest temps, Strong va donar un gran nombre de conferències i va ser ben coneguda com a autoritat en "softe news" sobre l'URSS.
Al final de la dècada dels 20, Anna viatja a la Xina i d'altres indrets d'Àsia. Allà coneix a Soong Ching-ling i en Zhou Enlai. Va deixar dos llibres d'aquests viatges: China's Millions (1928) i Red Star in Samarkand (1928).
El 1930 torna a Moscou i publica en el primer diari en anglès de la ciutat. Es va convertir en una destacada escriptora. Allà es va casar amb un oficial soviètic que era socialista, de nom Joel Shubin el 1932. Shubin era un home dedicat de manera apassionada al seu treball; per això no es van veure massa fins a la mort d'ell el 1942.
Mentre va viure a la Unió Soviètica es va sentir admirada pel seu govern i publicà llibres plens de lloances: The Revolutionary Struggles from 1927 to 1935 (1935), I Change Worlds: the Remaking of an American (1935), This Soviet World (1936), i The Soviet Constitution (1937).
El 1936 se'n torna als EUA. Es mostra molt decebuda pels esdeveniments a l'URSS (Les Grans purgues). Va continuar escrivint per diaris i publicacions: The Atlantic Monthly, Harper's, The Nation and Asia. Visita Espanya i escriu Spain in arms (1937), també una visita a la Xina en resulta One Fifth of Mankind (1938). El 1940 publica My Native Land. Altres llibres inclouen The Soviets expected it (1941); la novel·la Wild River (1943) que ocorre a Rússia, Peoples of the URSS (1944), I saw the new Poland (1946)(basat en les seves experiencies a Polònia com reportera acompanyant de l'exèrcit vermell) i tres llibres sobre els inicis del Partit Comunista de la Xina.
Durant la seva estada a l'URSS es va entrevistar amb Stalin, Molotov i molts altres oficials així com va parlar amb els treballadors, els grangers els pagesos...
Durant la Segona Guerra Mundial Strong va seguir l'exèrcit roig per on passava (Varsòvia, Lódz...). Va ser arrestada el 1949 a Moscou per les seves simpaties amb el règim comunista xinès. Hi tornà el 1959, però va fixar la seva residència a la Xina fins a la seva mort.
En part per la por a perdre el seu passaport va tornar als EUA, per després viure permanentment a la Xina. Va publicar el llibre Letter from China. Durant aquesta època va mantenir una estreta amistat amb en Zhou Enlai i es va portar força bé amb en Mao Zedong. Va viure en a l'antiga ambaixada italiana, reconvertida en apartaments pels "amics estrangers" més importants.

### Mort i llegat
Strong ha provocat un gran impacte en molts comunistes, sobretot en els seguidors del Marxisme-Leninisme descendent de la tradició Maoista.Degut als seus escrits sobre la vida i la societat en països com a l'URSS i la Xina, ha donat a molts comunistes una idea clara sobre com una hauria de ser societat basada en les seves idees. Molts després d'ella, han reconegut que Strong va aconseguir desmentir un gran nombre de les mentides sobre la URRS i la Xina esteses pels capitalistes i altres anticomunistes.

## Treballs publicats

### Obres de Ficció
- Anna Louise Strong. Storm Songs and Fables, 1904.
- Anna Louise Strong. The King's Palace.  Oak Park, Illinois: Oak Leaves Company, 1908. (one-act play)
- Anna Louise Strong. The Song of the City.  Oak Park, Illinois: Oak Leaves Company, ca. 1908.
- Anna Louise Strong. Ragged Verse.  Seattle: Piggott-Washington, 1937. (poems, by Anise)
- Anna Louise Strong. Wild River.  Boston: Little, Brown, 1943. (novel, set in Ukraine)
- Anna Louise Strong. God and the Millionaires, 1951. (poems, by Anise)

### Tractats de religió i treball social
- Anna Louise Strong. Biographical Studies in the Bible.  Pilgrim Press, 1906.
- Anna Louise Strong. Bible Hero Classics.  Hope Publishing Company, 1906-1908. (co-author with Sydney Strong, her father)
- Anna Louise Strong. The Psychology of Prayer.  Chicago: University of Chicago Press, 1909.
- Anna Louise Strong. Boys and Girls of the Bible.  Chicago: Howard-Severance, 1911.
- Anna Louise Strong. Child-welfare Exhibits: Types and Preparation.  Washington: Government Printing Office, 1915.

### Reportatges i documentals de viatges
- Anna Louise Strong. On the Eve of Home Rule: Snapshots of Ireland in the momentous Summer of 1914.  Chicago: O'Connell Press, 1914.
- Anna Louise Strong. The First Time in History: Two Years of Russia's New Life.  Nova York: Boni & Liveright, 1924. (with preface by Leon Trotsky)
- Anna Louise Strong. Children of Revolution; story of the John Reed Children's Colony on the Volga, which is as well a story of the whole great structure of Russia.  Seattle: Sydney Strong, 1925.
- Anna Louise Strong. New Lives for Old in Today's Russia: What Has Happened to the Common Folk of the Soviet Republic.  Girard, Kansas: Haldeman-Julius Publications, 1927 (Little Blue Book 505(b)).
- Anna Louise Strong. Was Lenin a Great Man?.  Girard, Kansas: Haldeman-Julius Publications, 1927 (Little Blue Book 633(b)).
- Anna Louise Strong. How the Communists Rule Russia.  Girard, Kansas: Haldeman-Julius Publications, 1927 (Little Blue Book 1147).
- Anna Louise Strong. Marriage and Morals in Soviet Russia.  Girard, Kansas: Haldeman-Julius Publications, 1927 (Little Blue Book 1212).
- Anna Louise Strong. How Business is carried on in Soviet Russia.  Girard, Kansas: Haldeman-Julius Publications, 1927 (Little Blue Book 1234).
- Anna Louise Strong. Workers' Life in Soviet Russia.  Girard, Kansas: Haldeman-Julius Publications, 1927 (Little Blue Book 1235).
- Anna Louise Strong. Peasant Life in Sovet Russia.  Girard, Kansas: Haldeman-Julius Publications, 1927 (Little Blue Book 1236).
- Anna Louise Strong. China's Millions.  Nova York: Coward-McCann, 1928.
- Anna Louise Strong. Red Star in Samarkand.  Nova York: Coward-McCann, 1929.
- Anna Louise Strong. Modern Farming — Soviet Style.  Nova York: International Publishers, 1930 (International Pamphlets 1).
- Anna Louise Strong. The Soviets Conquer Wheat: the Drama of Collective Farming.  Nova York: Henry Holt and Company, 1931.
- Anna Louise Strong. The Road to the Grey Pamir.  Nova York: Robert McBride, 1931.
- Anna Louise Strong. From Stalingrad to Kuzbas: Sketches of the Socialist Construction in the USSR.  Nova York: International Publishers, 1932 (International Pamphlets).
- Anna Louise Strong. Dictatorship and Democracy in the Soviet Union.  Nova York: International Publishers, 1934 (International Pamphlets 40).
- Anna Louise Strong. The Soviet Union and World Peace.  Nova York: International Publishers, 1935 (International Pamphlets 48).
- Anna Louise Strong. China's Millions, the Revolutionary Struggles from 1927 to 1935.  Nova York: Knight Publishing, 1935.
- Anna Louise Strong. I Change Worlds: the Remaking of an American.  Nova York: Henry Holt and Company, 1935.
- Anna Louise Strong. This Soviet World.  Nova York: Henry Holt and Company, 1936.
- Anna Louise Strong. Spain in Arms, 1937.  Nova York: Henry Holt and Company, 1937.
- Anna Louise Strong. The New Soviet Constitution: A Study in Socialist Democracy.  Nova York: Henry Holt and Company, 1937.
- Anna Louise Strong. One-Fifth of Mankind: China Fights for Freedom.  Nova York: Modern Age Books, 1938.
- Anna Louise Strong. China Fights for Freedom.  Londres: Lindsay Drummond, 1939.
- Anna Louise Strong. My Native Land.  Nova York: Viking Press, 1940.
- Anna Louise Strong. The Soviets Expected It.  Nova York: Dial Press, 1941.
- Anna Louise Strong. Lithuania's New Way.  Londres: Lawrence & Wishart, 1941.
- Anna Louise Strong. The New Lithuania.  Nova York: Workers Library Publishers, 1941.
- Anna Louise Strong. The Kuomintang-Communist Crisis in China;: A first-hand account of one of the most critical periods in Far Eastern history, 1941.
- Anna Louise Strong. China's New Crisis.  Londres: Fore Publications, 1942.
- Anna Louise Strong. Our Russian Front.  Sydney: Angus & Robertson, 1942.
- Anna Louise Strong. The Russians are People.  Londres: Cobbett Publishing Company, 1943.
- Anna Louise Strong. Peoples of the USSR.  Nova York: The Macmillan Company, 1944.
- Anna Louise Strong. Soviet Farmers.  Nova York: National Council of American Soviet Friendship, 1944.
- Anna Louise Strong. Inside Liberated Poland.  Nova York: National Council of American Soviet Friendship, 1945.
- Anna Louise Strong. I Saw the New Poland.  Boston: Little, Brown, 1946.
- Anna Louise Strong. Tomorrow's China.  Nova York: Committee for a Democratic Far Eastern Policy, 1948.
- Anna Louise Strong. Dawn Comes Up like Thunder out of China: an Intimate Account of the Liberated Areas in China, 1948.
- Anna Louise Strong. The Chinese Conquer China.  Girard, Kansas: Haldeman-Julius Publications, 1949.
- Anna Louise Strong. Inside North Korea: an Eye-witness Report, 1949.
- Anna Louise Strong. The Stalin Era.  Nova York: Mainstream Publishers, 1956 [Consulta: 30 gener 2011]. Arxivat 2008-02-16 a Wayback Machine.
- Anna Louise Strong. The Rise of the Chinese People's Communes.  Peking: New World Press, 1959.
- Anna Louise Strong. Tibetan Interviews.  Peking: New World Press, 1959.
- Anna Louise Strong. The Rise of the People's Communes in China.  Nova York: Marzani & Munsell, 1960.
- Anna Louise Strong. When Serfs Stood Up in Tibet.  Peking: New World Press, 1960.
- Anna Louise Strong. Cash and Violence in Laos.  Peking: New World Press, 1961.
- Anna Louise Strong. Cash and Violence in Laos and Viet Nam.  Nova York: Mainstream Publishers, 1962.
- Anna Louise Strong. China's Fight for Grain. Three Dates from a Diary in 1962.  Peking: New World Press, 1963.
- Anna Louise Strong. Letters from China, Numbers 1—10.  Peking: New World Press, 1963.
- Anna Louise Strong. Letters from China, Numbers 11—20.  Peking: New World Press, 1964.
- Anna Louise Strong. The Rise of the Chinese People's Communes: and Six years After.  Peking: New World Press, 1964.
- Anna Louise Strong. Letters from China, Numbers 21—30.  Peking: New World Press, 1965.
- Anna Louise Strong. Some Background on the United States in Vietnam and Laos: Excerpts from Anna Louise Strong's Letter from China January 8th 1965 (Far East Reporter publications).  Nova York: Maud Russell, 1965.

- Children Pioneers
- Pioneer: The Children's Colony on the Volga
- Is the Soviet Union turning from world brotherhood to imperialism?
- Man's New Crusade
- The Thought of Mao Tse-Tung